# 蜜と唾
「蜜と唾」（つみとばつ）は、日本のバンドDIR EN GREYのライブ会場限定販売シングル。

## 概要
- アルバム『GAUZE』に収録されている同楽曲を再構築したもの。「罪と規制」の原型。歌詞の内容が実際に起きたいくつかの事件をモチーフに書きなおされたために、シングル「DIFFERENT SENSE」では音源に於いても一部の歌詞を削除してでの収録となっていた。削除された部分には事件の犯人の名前が使用されている他、歌詞のモチーフとなったその他の事件についてもライブの演出として使用された映像（AVERAGE PSYCHO 2に収録のもの）に犯人の顔写真などが使用されている。
- 『GAUZE』収録のものと同様、実際は文字が逆転しており、「ツミとバツ」と読む。
- ミキシングをチュー･マッドセン、マスタリングをアラン･ドーチェスが行っている。
- 2011年8月22日よりiTunes Storeにて配信が開始された。但し全曲DRMフリー化された2012年以降は配信されておらず、サブスクリプションサービスを解禁した2022年現在も本曲のみ配信されていない。
- アルバム『DUM SPIRO SPERO』【完全生産限定盤】【通常盤】購入者を対象としたフリーイベント「TOUR2011 AGE QUOD AGIS Ratio ducat, non fortuna -Zombie-」（2011年9月13日、CLUB CITTA'）、【完全生産限定盤】購入者を対象としたライブ「TOUR2011 AGE QUOD AGIS Ratio ducat, non fortuna」（2011年11月11日、TOKYO DOME CITY HALL）および「UROBOROS -that's where the truth is-」(1月22日、大阪城ホール)において会場限定販売された。
- 「UROBOROS -that's where the truth is-」(1月22日、大阪城ホール)で販売されたものは他の２つとはジャケットが異なる。(収録内容は同じ)
- ライブでの初披露は『DUM SPIRO SPERO』リリース後の海外ライブ「Wacken Open Air」である。
- ライブ会場で流される映像は、『TOUR2011 AGE QUOD AGIS』用と『TOUR2013 GHOUL』用の2種類あり、前者は赤い明朝体で歌詞が曲の進行とリンクしながらスクリーンに映し出されるもの。後者は無規制PV集『AVERAGE PHYCHO 2』で観ることが出来る。

## 収録曲
1. 蜜と唾
（作詞:京　作曲:薫　編曲:DIR EN GREY）